# Don't/I Beg of You
Don't/I Beg of You è un singolo di Elvis Presley, pubblicato su 78 e 45 giri il 30 dicembre 1957.

## Tracce
Lato A
1. Don't – 2:48 (testo: Jerry Leiber – musica: Mike Stoller; edizioni musicali Elvis Presley Music Incorporated)

Lato B
1. I Beg of You – 1:51 (testo: Rosemarie McCoy – musica: Kelly Owens; edizioni musicali Elvis Presley Music Incorporated)

## Formazione
- Elvis Presley – voce solista, chitarra acustica ritmica
- Scotty Moore – chitarra elettrica solista
- Bill Black – basso
- D. J. Fontana - batteria
- Dudley Brooks  - pianoforte
- The Jordanaires - cori